# Dynatozetes amplus
Dynatozetes amplus är en kvalsterart som beskrevs av Grandjean 1960. Dynatozetes amplus ingår i släktet Dynatozetes och familjen Mochlozetidae. Inga underarter finns listade i Catalogue of Life.